# Xu Zhimo
Xu Zhimo (ur. 15 stycznia 1897 w Haining, zm. 19 listopada 1931 w Jinan) – chiński poeta i pisarz, najważniejszy poeta Ruchu Nowej Kultury, współtwórca nowoczesnej poezji chińskiej.
Pochodził z Zhejiangu i w stolicy tej prowincji, Hangzhou, ukończył szkołę średnią. W 1915 rozpoczął studia na Uniwersytecie Beiyang (obecnie Uniwersytet Tianjin), które kontynuował na Uniwersytecie Pekińskim. W 1918 wyjechał na dalsze studia do USA, wpierw na Clark University, a później na Columbia University. Ponieważ nie czuł się dobrze w Stanach Zjednoczonych, przeniósł się do King’s College na University of Cambridge. Tam poznał angielską poezję romantyczną (Keatsa, Byrona, Shelleya), którzy wywarli na nim ogromne wrażenie. Pod ich wpływem rozpoczął pisanie własnych wierszy; po dwóch latach (w 1922) opuścił Cambridge jako poeta (uprzednio próbował studiować historię, zarządzanie i bankowość).
W 1922 wrócił do Chin i włączył się w Ruch Nowej Kultury, którego szybko stał się czołowym poetą. W odróżnieniu od wielu innych chińskich poetów, odrzucających formalne ograniczenia rymu i rytmu, Xu uważał, że poezja, także nowoczesna, musi trzymać się własnych zasad, różnych od tych, które rządzą np. prozą. Zasad tych - jak np. regularności rymów i harmonii rytmu - przestrzegali też inni poeci, zrzeszeni w założonym w 1923 przez Xu (wraz z Hu Shi i Zhang Junmai) Xinyue She (Stowarzyszeniu Nowiu). Xu zwracał dużą uwagę na rytm, metrum i wersyfikację swych wierszy, tym samym, wraz ze swymi kolegami, tworząc nową formę chińskiej poezji. Mimo że pisał w języku potocznym (baihua), wiersze Xu są melodyjne, co upodabnia je do klasycznej poezji chińskiej. Poza tworzeniem poezji, Xu był także redaktorem kilku magazynów literackich i wykładał na kilku uczelniach. Pozostawił po sobie cztery tomy własnej poezji i kilka tomów tłumaczeń.
Już za życia otaczała go legenda romantycznego poety, nie tylko jako twórcy, lecz także dążącego do realizacji romantycznych ideałów wolności i życia w pełni. Przejawem tego stały się jego małżeństwa i rozwód, źle widziane w ówczesnym społeczeństwie chińskim, krytykowane także przez jego mentorów, jak Liang Qichao. Jego pierwszą żoną była, poślubiona w 1915, Zhang Youyi, z którą rozwiódł się podczas pobytu w Europie. W Cambridge próbował też związać się z Lin Huiyin, która potem należała do Stowarzyszenia Nowiu i wyszła za syna Liang Qichao; ostatecznie Xu poślubił w Chinach Lu Xiaoman (która zerwała narzeczeństwo, by wyjść za Xu). Mimo niechęci konserwatystów, burzliwe życie przysparzało mu popularności wśród intelektualistów o nowoczesnych poglądach.
Zginął w katastrofie lotniczej, lecąc z Nankinu do Pekinu.
W 2000 zrealizowano miniserial na podstawie biografii Xu Zhimo.

## Zbiory poezji
1. 《志摩的诗》 (Zhimo de shi), Wiersze Zhimo
2. 《翡冷翠的一夜》(Feilengcui de yiye), Florencka Noc
3. 《猛虎集》(Menghu ji), Groźny tygrys
4. 《云游》(Yun you), Chmury wędrują